# 查汗都斯乡
查汗都斯乡，是中华人民共和国青海省海东市循化撒拉族自治县下辖的一个乡镇级行政单位。

## 行政区划
查汗都斯乡下辖以下地区：
下庄村、牙藏村、哈大亥村、苏志村、乙麻亥村、新村、团结村、白庄村、阿河滩村、中庄村、大庄村、新建村、赞上庄村、赞中庄村、赞下庄村、古什群村和繁殖场村。